# 普雷米耶尔费 (奥布省)
普雷米耶尔费（法語：Prémierfait）是法国奥布省的一个市镇，属于塞纳河畔诺让区（Nogent-sur-Seine）索恩河畔梅里县（Méry-sur-Seine）。该市镇2009年时的人口为88人。

## 人口
普雷米耶尔费人口变化图示
| 数据来源：INSEE |